# Gonzeville
Gonzeville est une commune française située dans le département de la Seine-Maritime en région Normandie.

## Géographie

### Localisation
Cette petite commune, qui s'étend sur 4,8 km2, est entourée par les communes de Fultot, Canville-les-Deux-Églises et Bénesville. Gonzeville est situé à 126 mètres d'altitude et à 26 km au sud-ouest de Dieppe, qui est la plus grande ville aux alentours. 
La commune est proche du parc naturel régional des Boucles de la Seine normande qui est situé à environ 17 km.

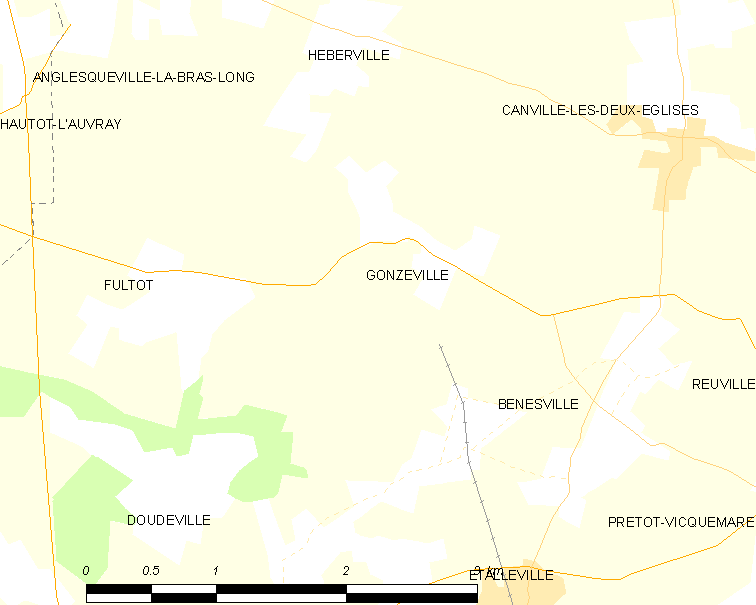
Carte de la commune.
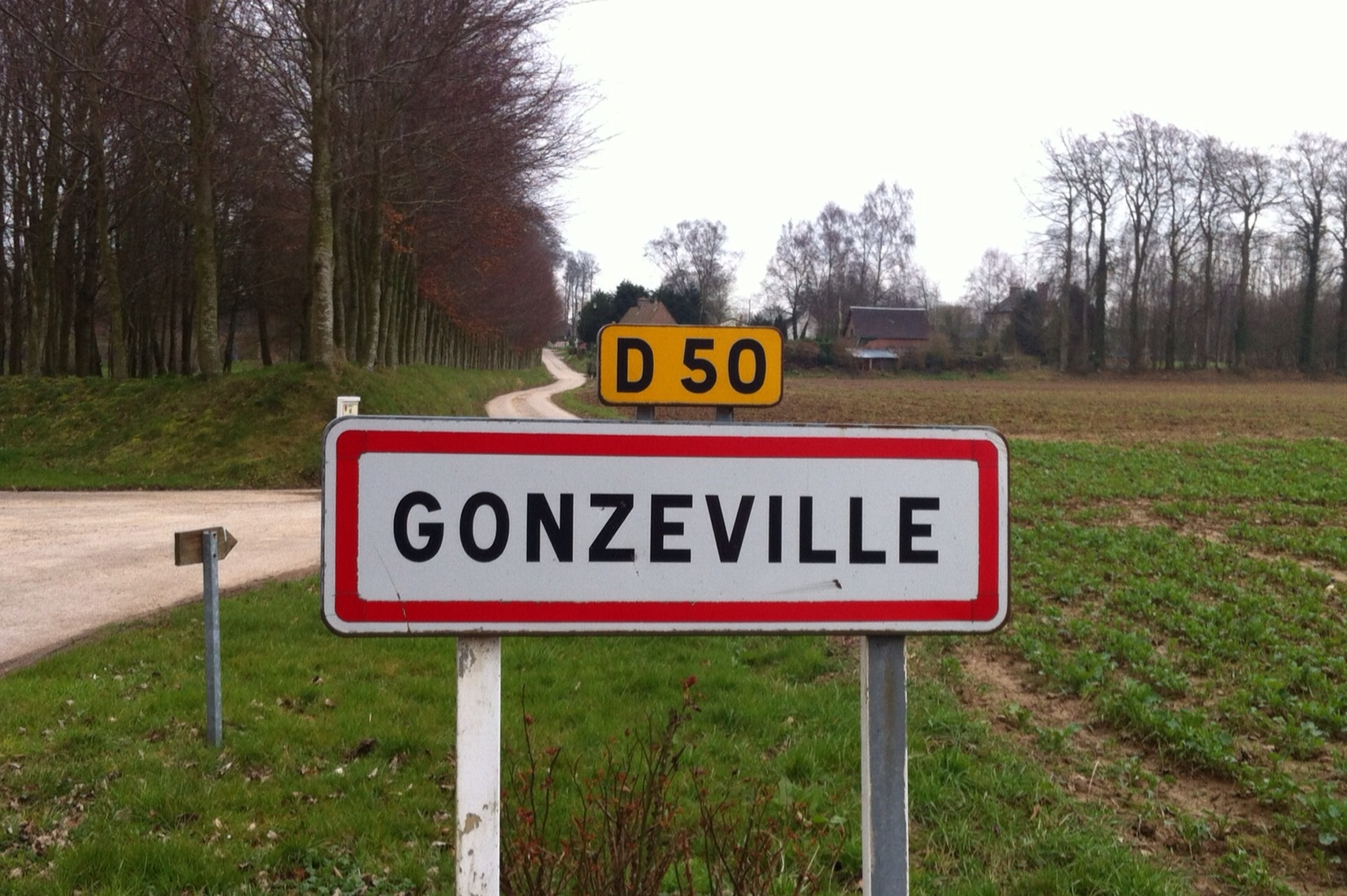
Entrée de Gonzeville.

### Hydrographie
La commune est située dans le bassin Seine-Normandie. Elle n'est drainée par aucun cours d'eau,.

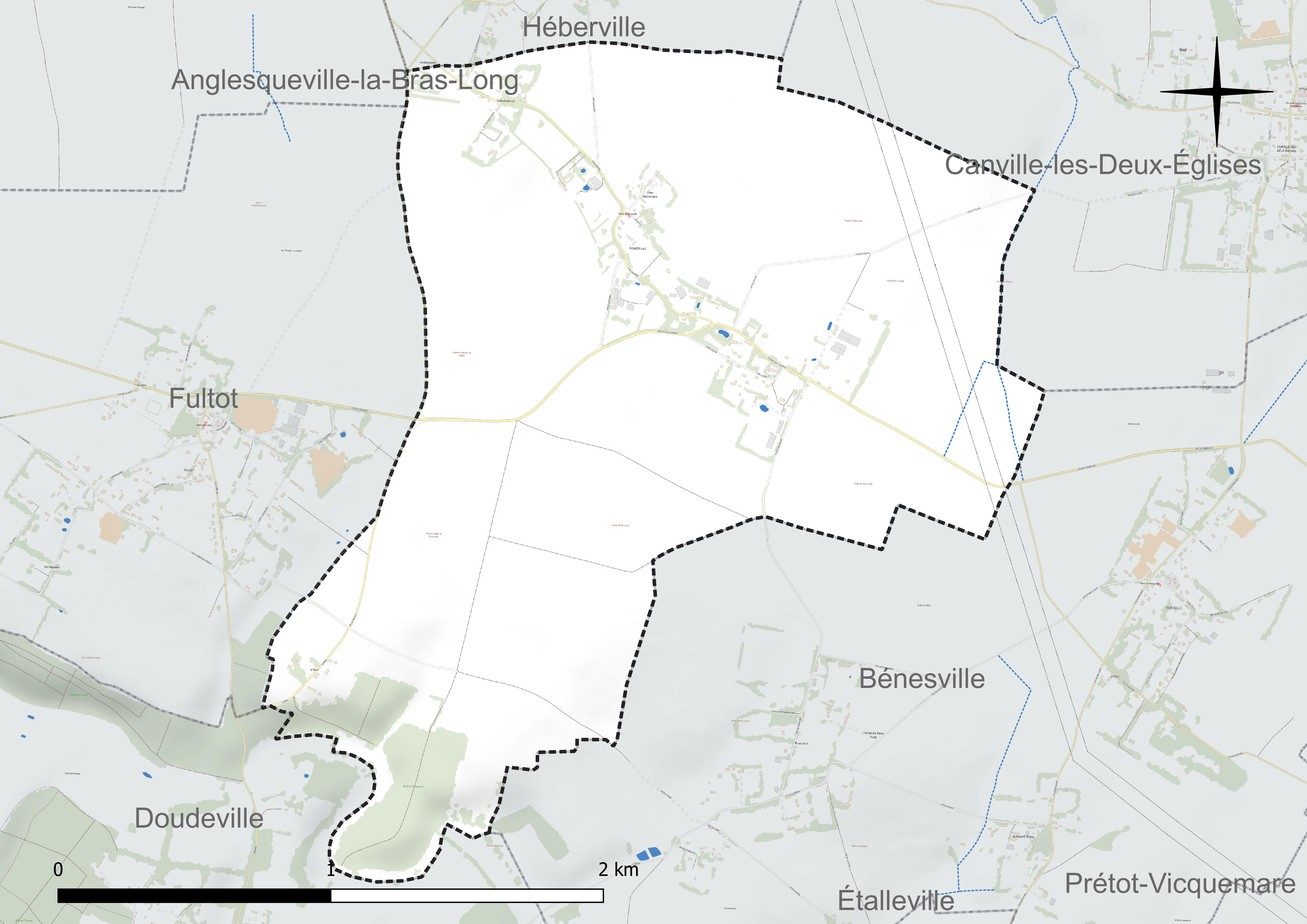
Réseau hydrographique de Gonzeville.

### Climat
Pour des articles plus généraux, voir Climat de la Normandie et Climat de la Seine-Maritime.
En 2010, le climat de la commune est de type climat océanique franc, selon une étude du CNRS s'appuyant sur une série de données couvrant la période 1971-2000. En 2020, Météo-France publie une typologie des climats de la France métropolitaine dans laquelle la commune est exposée à un climat océanique et est dans la région climatique Côtes de la Manche orientale, caractérisée par un faible ensoleillement (1 550 h/an) ; forte humidité de l’air (plus de 20 h/jour avec humidité relative > 80 % en hiver), vents forts fréquents. Parallèlement le GIEC normand, un groupe régional d’experts sur le climat, différencie quant à lui, dans une étude de 2020, trois grands types de climats pour la région Normandie, nuancés à une échelle plus fine par les facteurs géographiques locaux. La commune est, selon ce zonage, exposée à un « climat maritime », correspondant au Pays de Caux, frais, humide et pluvieux, légèrement plus frais que dans le Cotentin.
Pour la période 1971-2000, la température annuelle moyenne est de 10,2 °C, avec une amplitude thermique annuelle de 13 °C. Le cumul annuel moyen de précipitations est de 960 mm, avec 13,7 jours de précipitations en janvier et 8,6 jours en juillet. Pour la période 1991-2020, la température moyenne annuelle observée sur la station météorologique la plus proche, située sur la commune d'Ectot-lès-Baons à 13 km à vol d'oiseau, est de 10,8 °C et le cumul annuel moyen de précipitations est de 905,5 mm,. Pour l'avenir, les paramètres climatiques de la commune estimés pour 2050 selon différents scénarios d’émission de gaz à effet de serre sont consultables sur un site dédié publié par Météo-France en novembre 2022.

## Urbanisme

### Typologie
Au 1er janvier 2024, Gonzeville est catégorisée commune rurale à habitat dispersé, selon la nouvelle grille communale de densité à sept niveaux définie par l'Insee en 2022.
Elle est située hors unité urbaine et hors attraction des villes,.

### Occupation des sols
L'occupation des sols de la commune, telle qu'elle ressort de la base de données européenne d’occupation biophysique des sols Corine Land Cover (CLC), est marquée par l'importance des territoires agricoles (94,4 % en 2018), une proportion identique à celle de 1990 (94,4 %). La répartition détaillée en 2018 est la suivante : 
terres arables (83,1 %), zones agricoles hétérogènes (10,7 %), forêts (5,6 %), prairies (0,6 %). L'évolution de l’occupation des sols de la commune et de ses infrastructures peut être observée sur les différentes représentations cartographiques du territoire : la carte de Cassini (XVIIIe siècle), la carte d'état-major (1820-1866) et les cartes ou photos aériennes de l'IGN pour la période actuelle (1950 à aujourd'hui).

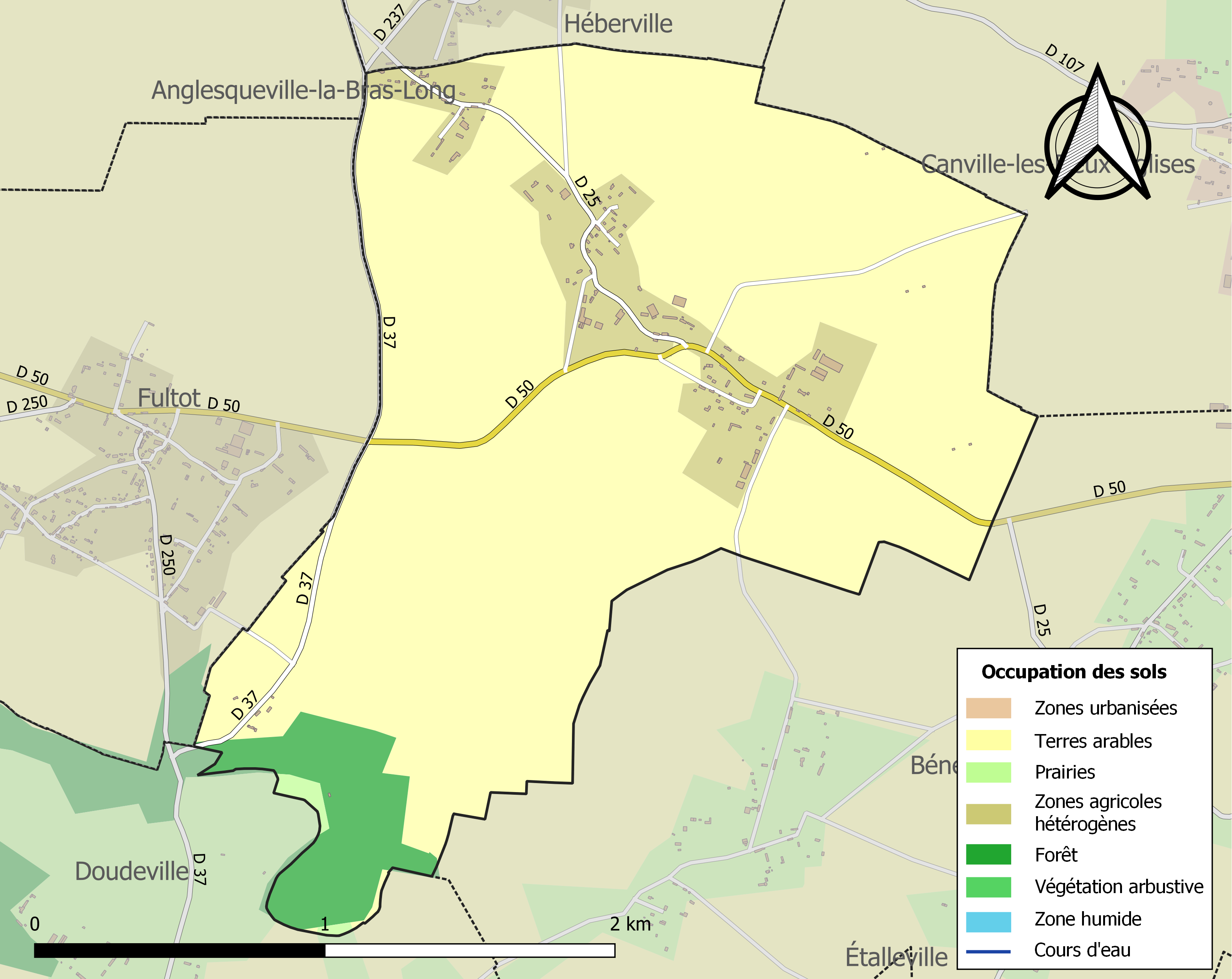
Carte des infrastructures et de l'occupation des sols de la commune en 2018 (CLC).

## Toponymie
La localité était attestée sous la forme Gousville jusqu'en 1793 et ce n'est qu'en 1801 que le nom de Gonzeville fut adopté.

## Histoire
Paroisse et seigneurie au XIIe siècle. Elle fut cédée au XIIIe siècle à Robert, comte de Dreux, par Saint Louis en 1227 pour le dédommager d'une terre qu'il possédait en Angleterre. Aux XVe et XVIe siècles, la seigneurie passe tour à tour à la famille Lemasson. En 1660, le seigneur est Jacques Le Ver, baron de Villiers et seigneur de Mesnil-Testier à Bénesville. Un des membres de cette famille, le marquis Louis-Augustin Le Ver, est membre fondateur de la Société des antiquaires de Normandie dont il devient le président en 1832.

## Politique et administration
| Période                                  | Période  | Identité         | Étiquette | Qualité     |
| ---------------------------------------- | -------- | ---------------- | --------- | ----------- |
| Les données manquantes sont à compléter. |          |                  |           |             |
| 1895                                     |          | Bernage          |           |             |
| 1911                                     | 1923     | Colombel         |           |             |
| 1926                                     | 1935     | Boulier          |           |             |
| 1956                                     | 1967     | Joseph Lemercier |           |             |
| 1974                                     |          | G. Roussel       |           |             |
| Les données manquantes sont à compléter. |          |                  |           |             |
| mars 2001                                | 2014     | Hubert Roussel   | Sans      | Agriculteur |
| 2014                                     | mai 2020 | Léon Taisne      |           |             |
| mai 2020                                 | En cours | Mathilde Roussel |           |             |

## Démographie
En 2010, il y a 109 habitants et la répartition de la population est de 46,2 % d'hommes et 53,8 % de femmes.
La densité de la population est de 22,6 hab/km2.
L'évolution du nombre d'habitants est connue à travers les recensements de la population effectués dans la commune depuis 1793. Pour les communes de moins de 10 000 habitants, une enquête de recensement portant sur toute la population est réalisée tous les cinq ans, les populations de référence des années intermédiaires étant quant à elles estimées par interpolation ou extrapolation. Pour la commune, le premier recensement exhaustif entrant dans le cadre du nouveau dispositif a été réalisé en 2008.

En 2022, la commune comptait 121 habitants, en évolution de +10 % par rapport à 2016 (Seine-Maritime : +0,35 %, France hors Mayotte : +2,11 %).
| 1793 | 1800 | 1806 | 1821 | 1831 | 1836 | 1841 | 1846 | 1851 |
| ---- | ---- | ---- | ---- | ---- | ---- | ---- | ---- | ---- |
| 276  | 269  | 311  | 307  | 363  | 381  | 370  | 400  | 381  |

| 1856 | 1861 | 1866 | 1872 | 1876 | 1881 | 1886 | 1891 | 1896 |
| ---- | ---- | ---- | ---- | ---- | ---- | ---- | ---- | ---- |
| 369  | 402  | 366  | 320  | 308  | 297  | 286  | 273  | 248  |

| 1901 | 1906 | 1911 | 1921 | 1926 | 1931 | 1936 | 1946 | 1954 |
| ---- | ---- | ---- | ---- | ---- | ---- | ---- | ---- | ---- |
| 234  | 204  | 187  | 170  | 167  | 187  | 177  | 192  | 178  |

| 1962 | 1968 | 1975 | 1982 | 1990 | 1999 | 2006 | 2008 | 2013 |
| ---- | ---- | ---- | ---- | ---- | ---- | ---- | ---- | ---- |
| 186  | 190  | 155  | 143  | 123  | 111  | 109  | 108  | 102  |

| 2018 | 2022 | - | - | - | - | - | - | - |
| ---- | ---- | - | - | - | - | - | - | - |
| 120  | 121  | - | - | - | - | - | - | - |

## Vie associative et sportive

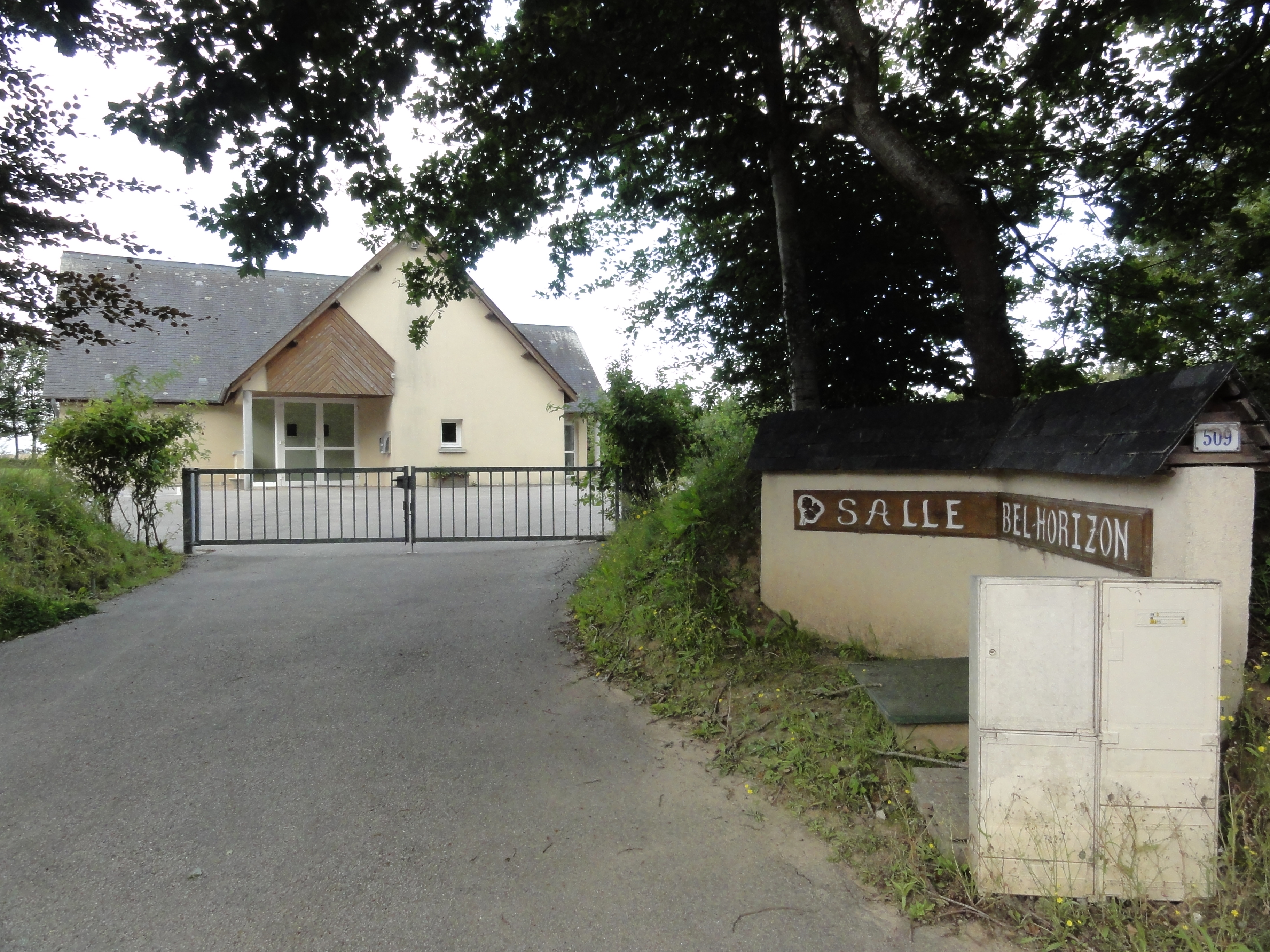
Salle Bel Horizon.

## Culture locale et patrimoine

### Lieux et monuments
- Église Saint-Samson. Son origine, remonte au XIIIe siècle, date à laquelle le chœur fut construit. Bien que d’importants travaux aient été réalisés au XVIIIe siècle, l’église a su conserver son clocher en grès du XVIe siècle. Isolée, elle est entourée d’un cimetière auquel on accède par un portail couvert de chaume. À l’intérieur de l’église, le décor se mélange parfaitement avec le retable en bois polychrome datant du XVIIe siècle et qui donne à cette église toute sa splendeur. Cependant, la peinture qui se trouve derrière le retable s’efface. Les belles couleurs ont perdu de leur luminosité. Pour que l’église retrouve tout son charme, des travaux de rénovation sont nécessaires[20].
- Calvaire.
- Monument aux morts.
- Musée école d'autrefois. Un petit musée est installé dans l'ancienne école communale. Il permet de redécouvrir une classe rurale des années 1950 avec mobilier, livres, tableau noir et parquet ciré. L'ancien préau abrite les reliques d'une ancienne carte de Seine-Inférieure, sur torchis[21].
- Maison de maître, restaurée.

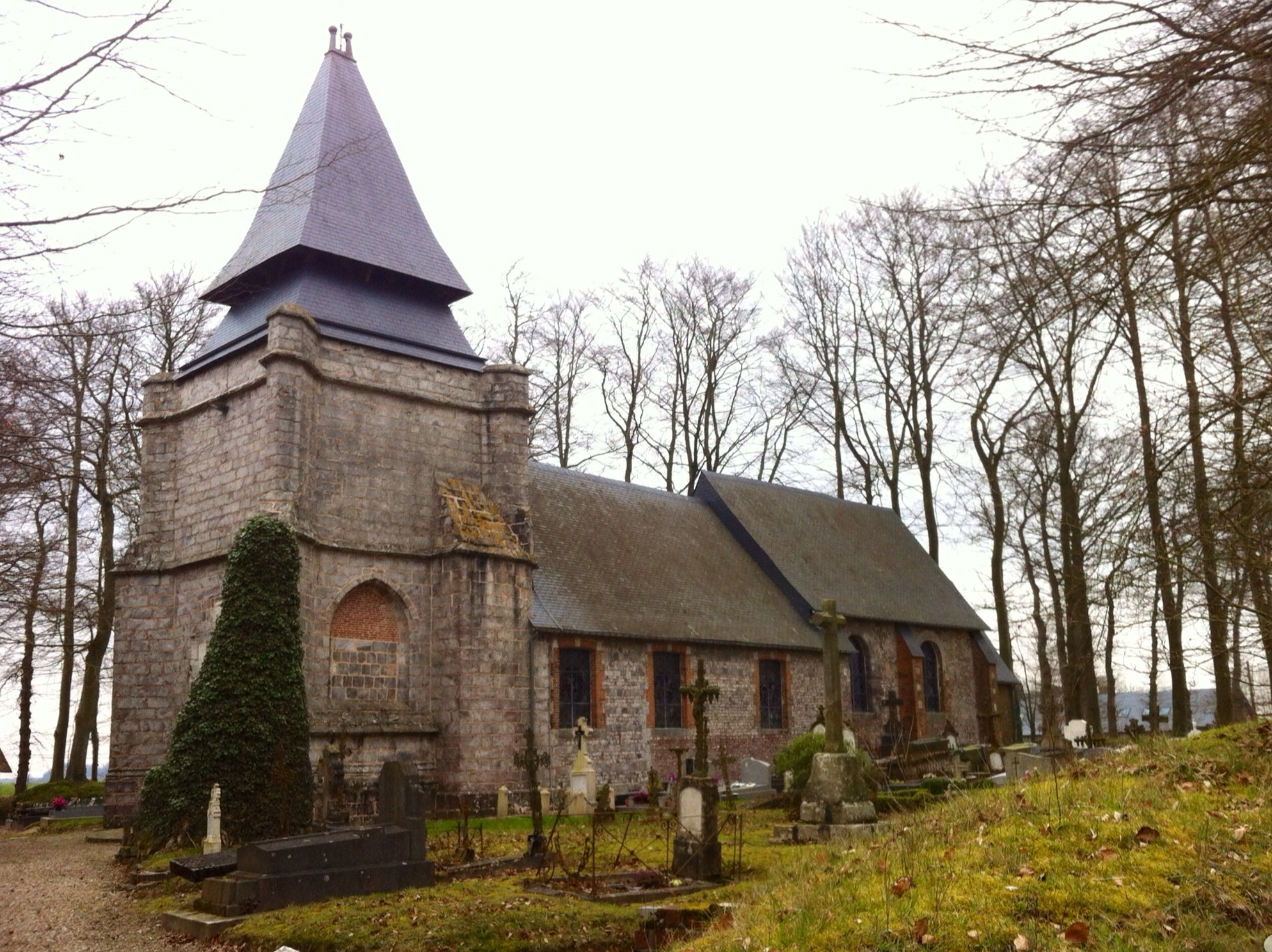
L'église Saint-Samson.
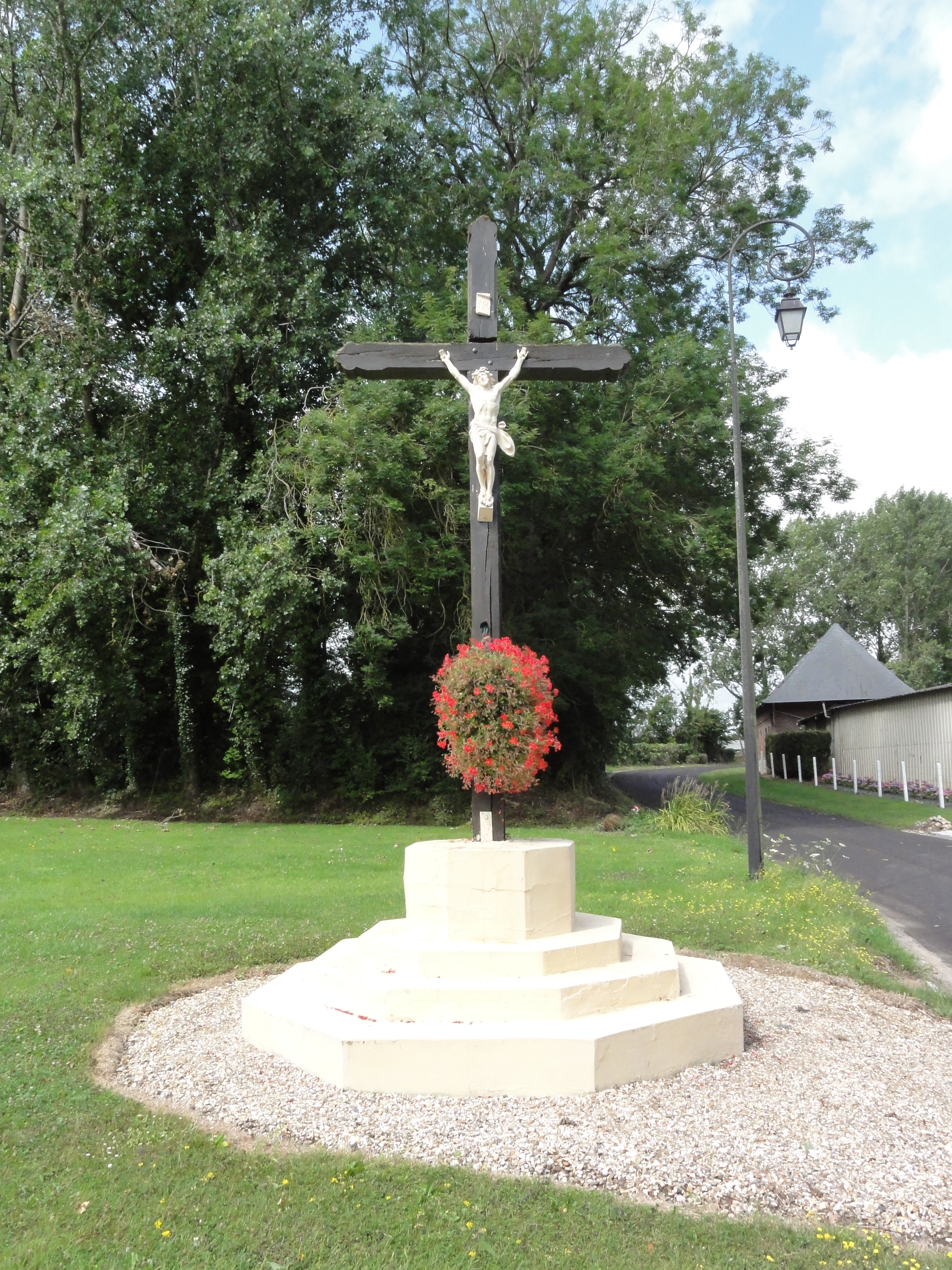
Calvaire.
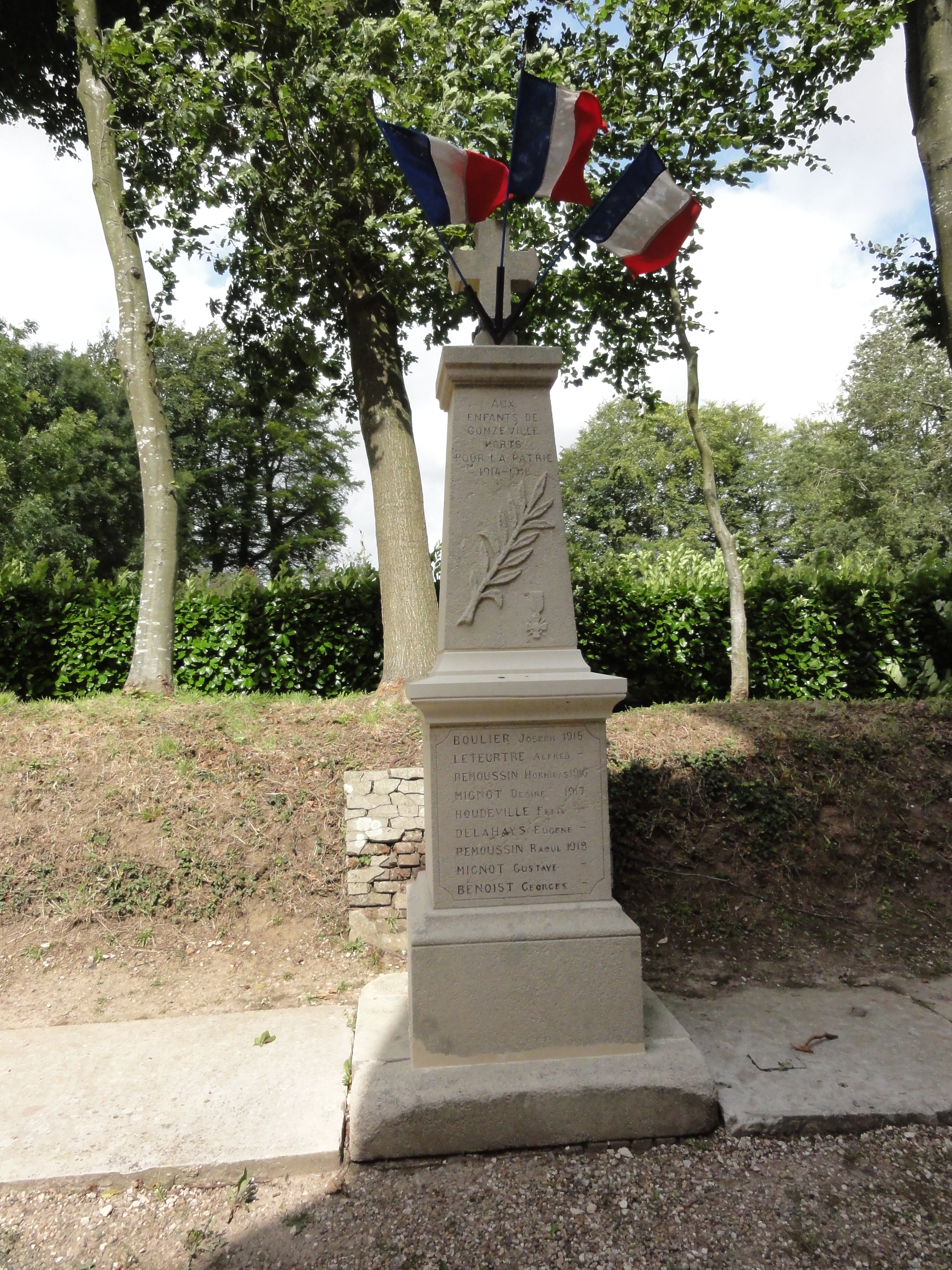
Monument aux morts.
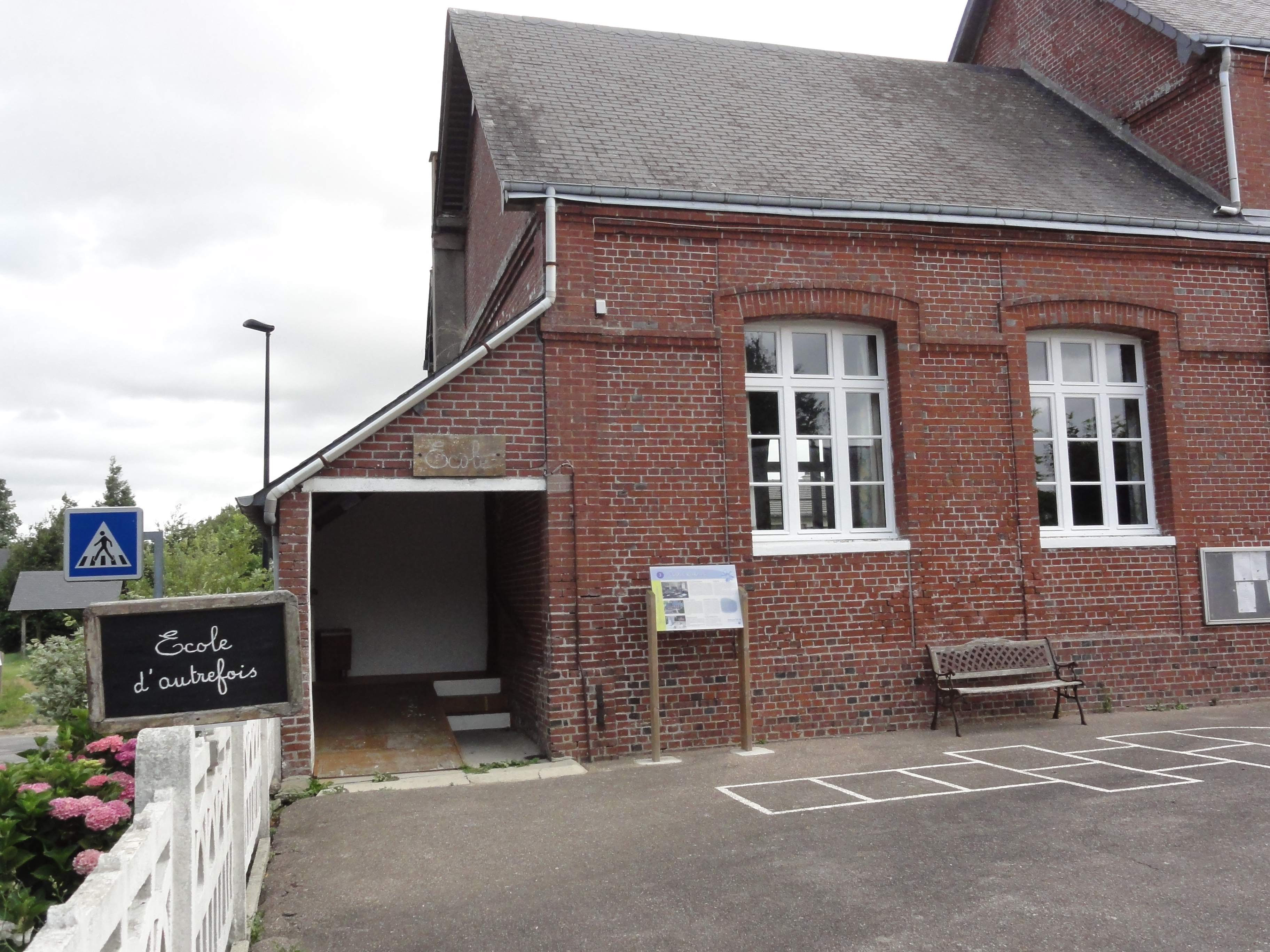
Musée école d'autrefois.
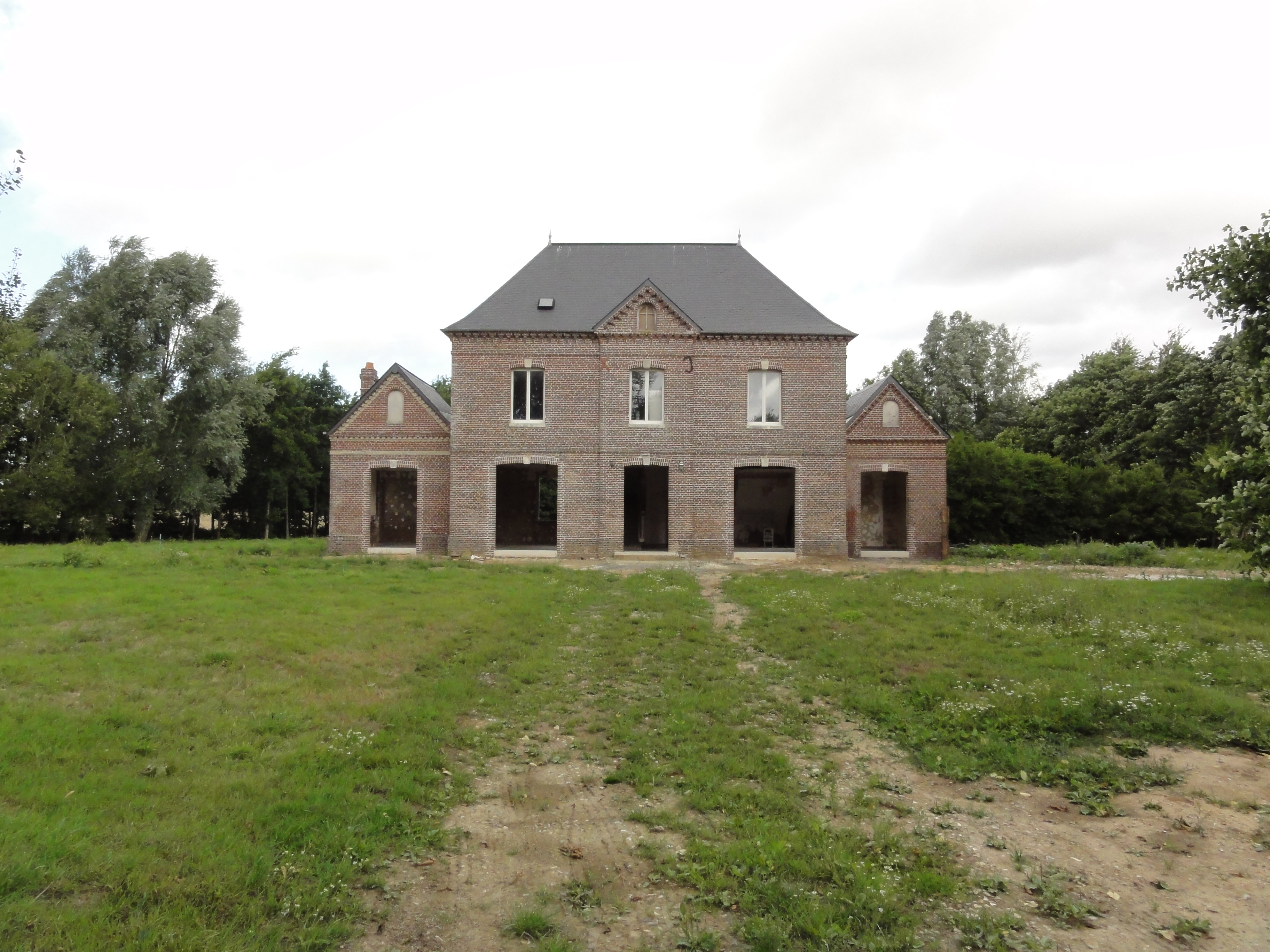
Maison de maître restaurée

### Personnalités liées à la commune
- Valérie Lemercier (1964), actrice, humoriste, scénariste, réalisatrice et chanteuse, dont le père a été maire, a grandi à Gonzeville.

### Héraldique
| Armes de Gonzeville | Les armes de la commune de Gonzeville se blasonnent ainsi : D'argent au chêne de sinople ; mantelé de gueules chargé de deux fleurs de lin d'argent remplies d'azur; à l'étai d'azur brochant sur la partition. Création Robert Nida et Denis Joulain. Adopté le 6 juin 2013. |